# Langnes Trinbræt
Langnes Trinbræt (Langnes holdeplass) var et norsk trinbræt på Indre Østfoldbanen (Østfoldbanens østre linje) i Askim. Stationen åbnede i 1932 og var stoppested på NSB's linje Rakkestad/Mysen-Skøyen. I 2008 var der 28 af- og påstigende pr. dag. Det lå 49,6 km fra Oslo S og omkring en halv kilometer fra, hvor Slaget ved Langnes skanse fandt sted i 1814.
Trinbrættet blev nedlagt 9. december 2012 i forbindelse med indførelsen af en ny køreplan for jernbanetrafikken i Østlandsområdet.